# Somonijon
Somonijon (tadschikisch Сомониён) ist eine Siedlung städtischen Typs im Westen des zentralasiatischen Staats Tadschikistan. Nach einer Schätzung aus dem Jahr 2020 beträgt die Einwohnerzahl von Somonijon 25.200.

## Name
Die Stadt wurde im Jahr 1938 unter dem Namen Karakhon Sardorova gegründet und wurde anlässlich des 100. Geburtstages von Wladimir Iljitsch Lenin im Jahr 1970 in Leninsky umbenannt, ehe sie 1998 ihren heutigen Namen nach der Dynastie der Samaniden erhielt.

## Lage
Somonijon ist der Hauptort des Nohijas (Distrikt) Rudakij südlich der tadschikischen Hauptstadt Duschanbe. Vom Hauptstadtbezirk Duschanbe ist Somonijon durch den Fluss Kofarnihon getrennt, der drei Kilometer nördlich von Somonijon verläuft.

## Einwohnerentwicklung
Im Januar 1979 ergab ein Zensus eine Einwohnerzahl von 8.875 für den damals Leninsky genannten Ort. Bis 1989 verdoppelte sich die Einwohnerzahl von Leninsky auf mehr als 16.000. Nach dem Zerfall der Sowjetunion verlangsamte sich das Bevölkerungswachstum, im Jahr 2010 lebten 20.100 Menschen in Somonijon. In den 2010er-Jahren sorgte die dynamische Bevölkerungsentwicklung in der nahegelegenen tadschikischen Hauptstadt Duschanbe für einen verstärkten Zuzug nach Somonijon.